# GOSP
El GOSP es una unidad de operaciones especiales de la policía argelina, el Grupo de Operaciones Especiales de la Policía (en francés: Groupement des Opérations Spéciales de la Police), (en árabe argelino: مجموعة العمليات الخاصة للشرطة) es una unidad táctica policial de la Policía de Argelia creada el 22 de julio de 2016. La unidad participa en todo el territorio nacional argelino en la lucha contra todas las formas de delincuencia, crimen organizado, terrorismo y toma de rehenes.

## Introducción
Los oficiales de policía del GOSP llevan a cabo misiones de protección y escolta. Bajo la autoridad directa del director general de la Policía de Argelia, el GOSP está llamado a intervenir en caso de hechos graves, que requieran el uso de técnicas y medios específicos para neutralizar a individuos peligrosos, mediante la negociación o la intervención. El GOSP es el equivalente argelino del RAID francés.

## Historia
En marzo de 2015 nació la idea de crear una fuerza de tareas policial. El exjefe de la policía argelina Abdelghani Hamel, que había visitado el RAID en Francia anteriormente, confirmó que la policía argelina necesitaba un grupo como el RAID francés.
La gran mayoría de los miembros del GOSP provienen de fuerzas policiales como la BRI (Brigada de Búsqueda e Intervención) (en francés: Brigade de recherche et d'intervention) o la BMPJ (Brigada Móvil de la Policía Judicial) (en francés: Brigade mobile de la Police judiciaire). Sin embargo, algunos miembros provienen de las Unidades Republicanas de Seguridad (en francés: Unités Républicaines de Sécurité) (URS) y de otras fuerzas policiales.

## Entrenamiento y capacitación

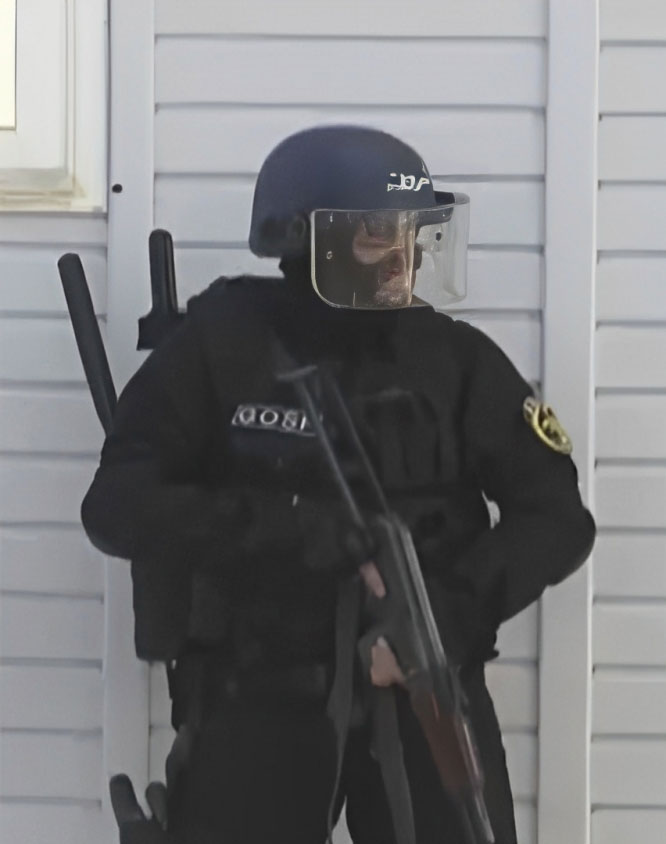
Un miembro del GOSP.brigada de búsqueda e intervención de la política

Los oficiales de policía del GOSP, son entrenados por el DSI (Destacamento Especial de Intervención), el equivalente argelino del GIGN francés. Los miembros del GOSP están entrenados para el combate urbano, el combate en espacios cerrados y el combate cuerpo a cuerpo, se han inspirado en los grupos de intervención occidentales y han sido entrenados por el Grupo de Operações Especiais (GOE) de Portugal, el GEO español, el Gruppo di Intervento Speciale (GIS) italiano, el GSG 9 alemán y el RAID francés. El GOSP lleva a cabo un entrenamiento parecido al que realizan otros cuerpos de seguridad y unidades militares. Una vez al año, el GOSP lleva a cabo simulacros y entrenamientos a gran escala en aeropuertos. Los miembros del GOSP realizan simulacros, estos simulacros giran en torno a la resolución de una toma de rehenes, como en Tébessa en 2019, o un secuestro de rehenes a bordo de un avión, llevar a cabo una limpieza de minas terrestres, como en Bugía en 2017 y en Constantina en  2018, las simulaciones son realistas y se realizan para juzgar el nivel operativo del GOSP y el tiempo de reacción de la unidad.

## Estructura y organización
La sede central del GOSP se encuentra en Boudouaou, en la Provincia de Bumerdés, al este de Argel. El GOSP tiene entre 300 y 500 miembros. Además, esta unidad puede ser apoyada por la BRI, la Brigada de Búsqueda e Intervención de la Policía, y por las unidades de la Gendarmería Nacional. El GOSP tiene varios grupos operativos con diferentes especialidades:
- Grupo de intervención.
- Grupo de apoyo.
- Grupo de reconocimiento e inteligencia.
- Grupo técnico.
- Grupo acuático (con buzos de combate).
- Grupo aéreo.
- Grupo médico.
- Grupo canino (K-9).
- Grupo de desminadores.

## Tareas
Las misiones del GOSP son:
- Contraterrorismo urbano y rescate de rehenes.
- Neutralización de elementos peligrosos, fanáticos o criminales.
- Participación en operaciones policiales contra organizaciones criminales.
- Acompañamiento y traslado de detenidos peligrosos.
- Escolta y protección cercana de personalidades de alto perfil.
- Misión de asistencia civil.
- Participación en operaciones contra las bandas callejeras.

## Cooperación
El GOSP también capacita a grupos policiales de otras naciones, como las fuerzas especiales de la policía de Lesoto, que en 2017 llevaron a cabo un programa de intercambio con oficiales de policía portugueses, mientras que estos últimos habían venido a Argelia para recibir capacitación, los miembros del GOSP estaban en Portugal para recibir capacitación y se habían convertido en un unidad reconocida internacionalmente, el presidente de Interpol elogió la profesionalidad de los miembros del GOSP.
La unidad también ha realizado intercambios con diversos grupos policiales portugueses y españoles, y con la policía francesa. Los GOSP han capacitado a estos grupos, particularmente en la remoción y desactivación de minas.

## Operaciones
El 15 de octubre de 2019, en un asalto ocurrido en Tabia, en la Provincia de Sidi Bel Abbes, el GOSP neutralizó a una persona que había enloquecido y había asesinado a su anterior esposa y a cuatro miembros de su familia, el 11 de octubre en Sidi Lahcene. El sujeto resultó gravemente herido y falleció durante su traslado al hospital universitario de Sidi Bel Abbès.

## Armamento

### Pistolas ametralladoras
| Nombre                  | Imagen                  | Origen                  | Munición                | Fabricante              |
| Pistolas ametralladoras | Pistolas ametralladoras | Pistolas ametralladoras | Pistolas ametralladoras | Pistolas ametralladoras |
| ----------------------- | ----------------------- | ----------------------- | ----------------------- | ----------------------- |
| Glock 18                |                         | Austria                 | 9 × 19 mm Parabellum    | Glock                   |
| Beretta 93R             |                         | Italia                  | 9 × 19 mm Parabellum    | Beretta                 |

### Pistolas semiautomáticas
| Nombre                   | Imagen                   | Origen                         | Munición                 | Fabricante                                                            |
| Pistolas semiautomáticas | Pistolas semiautomáticas | Pistolas semiautomáticas       | Pistolas semiautomáticas | Pistolas semiautomáticas                                              |
| ------------------------ | ------------------------ | ------------------------------ | ------------------------ | --------------------------------------------------------------------- |
| Glock 17                 |                          | Austria                        | 9 × 19 mm Parabellum     | Glock                                                                 |
| Beretta 92               |                          | Italia                         | 9 × 19 mm Parabellum     | Beretta                                                               |
| Pistola caracal          |                          | Argelia Emiratos Árabes Unidos | 9 × 19 mm Parabellum     | Caracal InternationalEmpresa de Construcciones Mecánicas de Khenchela |
| Smith & Wesson M&P9      |                          | Estados Unidos                 | 9 x 19 mm Parabellum     | Smith & Wesson                                                        |
| Smith & Wesson M&P40     |                          | Estados Unidos                 | .40 S&W                  | Smith & Wesson                                                        |

### Subfusiles
| Nombre             | Imagen     | Origen     | Munición             | Fabricante     |
| Subfusiles         | Subfusiles | Subfusiles | Subfusiles           | Subfusiles     |
| ------------------ | ---------- | ---------- | -------------------- | -------------- |
| Beretta M12        |            | Italia     | 9 × 19 mm Parabellum | Beretta        |
| HK MP5             |            | Alemania   | 9 × 19 mm Parabellum | Heckler & Koch |
| HK MP5SD           |            | Alemania   | 9 × 19 mm Parabellum | Heckler & Koch |
| HK MP5K            |            | Alemania   | 9 x 19 mm Parabellum | Heckler & Koch |
| Heckler & Koch MP7 |            | Alemania   | HK 4,6 × 30 mm       | Heckler & Koch |

### Fusiles de asalto
| Nombre            | Imagen            | Origen                  | Munición          | Fabricante                                                              |
| Fusiles de asalto | Fusiles de asalto | Fusiles de asalto       | Fusiles de asalto | Fusiles de asalto                                                       |
| ----------------- | ----------------- | ----------------------- | ----------------- | ----------------------------------------------------------------------- |
| AK-47             |                   | Unión Soviética         | 7,62 × 39 mm      | Corporación Kalashnikov                                                 |
| AKM               |                   | Argelia Unión Soviética | 7,62 × 39 mm      | Corporación KalashnikovEmpresa de Construcciones Mecánicas de Khenchela |
| Tipo 56           |                   | China                   | 7.62 × 39 mm      | Norinco                                                                 |

### Fusiles de francotirador
| Nombre                   | Imagen                   | Origen                   | Munición                 | Fabricante                                                              |
| Fusiles de francotirador | Fusiles de francotirador | Fusiles de francotirador | Fusiles de francotirador | Fusiles de francotirador                                                |
| ------------------------ | ------------------------ | ------------------------ | ------------------------ | ----------------------------------------------------------------------- |
| Sako TRG-22              |                          | Finlandia                | .308 Winchester          | SAKO                                                                    |
| Sako TRG-42              |                          | Finlandia                | .300 Winchester Magnum   | SAKO                                                                    |
| Zastava M93 Black Arrow  |                          | Serbia                   | 12,7 × 108 mm            | Zastava Arms                                                            |
| Dragunov SVD             |                          | ArgeliaUnión Soviética   | 7.62×54mmR               | Corporación KalashnikovEmpresa de Construcciones Mecánicas de Khenchela |

### Ametralladoras
| Nombre | Imagen | Origen          | Tipo                 | Munición     |
| ------ | ------ | --------------- | -------------------- | ------------ |
| RPD    |        | Unión Soviética | Ametralladora ligera | 7,62 × 39 mm |
| RPK    |        | Unión Soviética | Ametralladora ligera | 7,62 × 39 mm |

### Escopetas
| Nombre         | Imagen    | Origen         | Munición   | Fabricante                                              |
| Escopetas      | Escopetas | Escopetas      | Escopetas  | Escopetas                                               |
| -------------- | --------- | -------------- | ---------- | ------------------------------------------------------- |
| Beretta RS-202 |           | Argelia Italia | Calibre 12 | BerettaEmpresa de Construcciones Mecánicas de Khenchela |

### Armas eléctricas
| Nombre                 | Imagen                 | Origen                 | Tipo                   |
| Armas de electrochoque | Armas de electrochoque | Armas de electrochoque | Armas de electrochoque |
| ---------------------- | ---------------------- | ---------------------- | ---------------------- |
| X-26                   |                        | Estados Unidos         | Taser                  |

## Equipamiento

### Cascos
| Nombre     | Imagen | Origen         | Tipo             |
| Cascos     | Cascos | Cascos         | Cascos           |
| ---------- | ------ | -------------- | ---------------- |
| Casco MICH |        | Estados Unidos | Casco de combate |